# Agriocnemis nana
Agriocnemis nana – gatunek ważki z rodziny łątkowatych (Coenagrionidae).